# طرح مرجع
منظور از طرح مرجع، یک طرح فنی از سامانه‌ای است که برای کپی کردن برای دیگران درنظر گرفته شده‌است. این طرح شامل عناصر اساسی سامانه است. با این حال، شخص ثالثی ممکن است طرح را درصورت لزوم بهبود یا اصلاح‌کنند. هنگام بحث در مورد طراحی رایانه‌ای، این مفهوم به‌طور کلی به عنوان یک بُن‌سازهٔ مرجع شناخته می‌شود.
هدف اصلی طراحی مرجع، حمایت از شرکت‌ها در توسعه محصولات نسل بعدی با استفاده از آخرین فناوری‌ها است. محصول مرجع اثبات مفهوم پلتفرم است و معمولاً برای برنامه‌های خاص هدف قرار می‌گیرد. بسته‌های طراحی مرجع، مسیر سریعی را برای بازار فراهم می‌کنند و در نتیجه هزینه‌ها را کاهش می‌دهند و ریسک پروژه یکپارچه‌سازی مشتری را کاهش می‌دهند.

## مثال‌ها
- نانوبوک، طرح مرجع یک لپ‌تاپ خُردنگاره (مینیاتوری)
- سخت‌افزار متن باز (همچنین رده: سخت‌افزار متن باز)
  - رونجا، یک فناوری مخابراتی رایگان و باز («اینترنت رایگان»)
  - ویا اوپنبوک، یک طرح مرجع رایگان و باز از یک لپ‌تاپ